# Hardy Nilsson
Hardy Nilsson (né le 23 juin 1947) est un joueur professionnel suédois de hockey sur glace devenu entraîneur.

## Biographie

### Carrière en club
Il commence sa carrière en senior avec le Skellefteå AIK en 1975.

## Trophées et honneurs personnels

### Elitserien
- 2000, 2010 : remporte le Årets coach.

## Statistiques

### En club
| Saison    | Équipe         | Ligue      |    | Saison régulière | Saison régulière | Saison régulière | Saison régulière | Saison régulière |   | Séries éliminatoires | Séries éliminatoires | Séries éliminatoires | Séries éliminatoires | Séries éliminatoires |
| Saison    | Équipe         | Ligue      | PJ | B                | A                | Pts              | Pun              | PJ               | B | A                    | Pts                  | Pun                  |                      |                      |
| 1975-1976 | Skellefteå AIK | Elitserien | 36 | 12               | 22               | 34               | 69               | 4                | 1 | 0                    | 1                    | 8                    |                      |                      |
| 1976-1977 | Skellefteå AIK | Elitserien | 35 | 12               | 23               | 35               | 71               | -                | - | -                    | -                    | -                    |                      |                      |
| 1977-1978 | Skellefteå AIK | Elitserien | 36 | 25               | 28               | 53               | 80               | 5                | 1 | 2                    | 3                    | 18                   |                      |                      |
| 1978-1979 | Kölner Haie    | DEL        | 45 | 21               | 81               | 102              | 0                | -                | - | -                    | -                    | -                    |                      |                      |